# Nederlandse witte geit

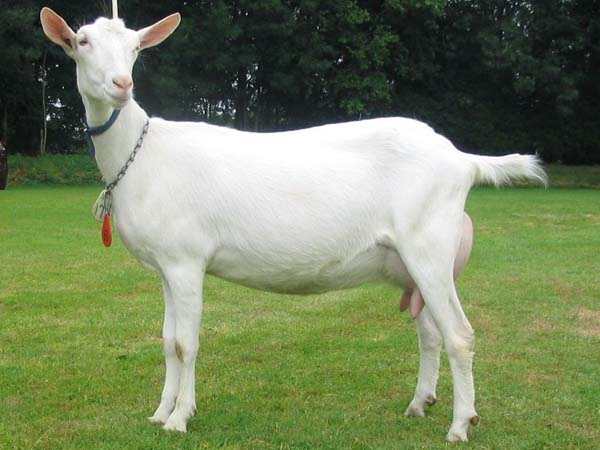
Nederlandse witte geit

De Nederlandse witte geit is een Nederlands geitenras, dat ontstaan is door kruising van de landgeit en de saanengeit.
Omstreeks 1900 werd besloten de sterke landgeit te kruisen met de melkproductieve saanengeit. Hiervoor werden in 1905 80 saanenbokken en -geiten uit Zwitserland ingevoerd. Tussen 1906 en 1910 werden ongeveer 600 saanengeiten uit Duitsland (Rheinhessen) geïmporteerd. Na een importstop vanwege mond-en-klauwzeer en de Eerste Wereldoorlog is men door intensieve fokkerij en strenge selectie gaan werken aan de Nederlandse witte geit. Het is een geit die door zijn functionele waarde en rasuitstraling wereldwijd bekend is.
De Nederlandse witte geit is het meest voorkomende geitenras in Nederland.

## Rasstandaard

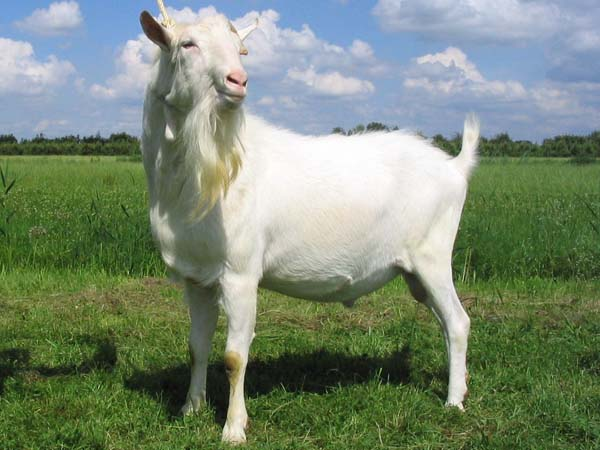
Nederlandse witte bok

De Nederlandse witte geit is een hoogbenige, gerekte, wigvormige, open gebouwde melkgeit met in de juiste verhoudingen: ruime hoogte-, breedte- en lengtematen en een solide bouw. Een geit die wat betreft constructie zo in elkaar zit dat ze gedurende een lange tijd een hoge melkproductie kan realiseren.
De kop is sprekend en fijn besneden met staande, lange oren en een recht neusbeen. Aansluitend een lange, soepele, matig bespierde hals.
De voorhand is ruim en gesloten en gaat vloeiend over in de middenhand.
De middenhand is ruim en sterk in de bovenbouw, met lange gewelfde ribben.
Bij de achterhand is het kruis breed, lang, vlak en iets hellend.
De benen zijn hard en droog met een correcte vierkante stand en in gang een ruime, veerkrachtige stap.
De geit heeft een goed ontwikkeld, lang, breed en hoog aangehechte uier en een correcte speenplaatsing.
Naast een dunne soepele huid is de beharing van de Nederlandse witte geit kort en fijn en uiteraard wit van kleur.
De volwassen bokken hebben een gemiddelde schofthoogte van 90 tot 95 cm en een gewicht van 90 tot 100 kg, terwijl de volwassen vrouwelijke dieren een gemiddelde schofthoogte van 75 tot 80 cm en een gewicht van 70 tot 80 kg hebben. Een bok is groter, robuuster, breder en dieper dan de geit, waarbij vooral de voorhand zwaarder en dieper is en de achterhand iets lichter. De bokken hebben ook een sik.

## Eigenschappen
De Nederlandse witte geit heeft een hoge melkproductie, waardoor de geit veel gehouden wordt in de professionele melkveehouderij. Ze geeft tussen de 3 en 5 liter melk per dag. Ze kunnen een jaarproductie (ongeveer 300 dagen) halen van meer dan 1500 kg melk. Sommige geiten geven zelfs meer dan 10.000 kg melk tijdens hun leven.

## Zeldzaamheid
In 2017 waren er 1210 volwassen vrouwelijke dieren (≥ 1 jaar). De inteelttoename per generatie is 0,25 – 0,50%. Op de website van het Centrum voor Genetische bronnen Nederland (CGN) worden de actuele aantallen bijgehouden.
Volgens de normen van de FAO is het ras bedreigd maar wel dalend.